# Edwin Holmes
Edwin Holmes (1842 – 1919) è stato un astronomo inglese.
Per la scoperta della cometa periodica 17P/Holmes, avvenuta il 6 novembre 1892, fu insignito della Donohoe Comet Medal della Astronomical Society of the Pacific (Società astronomica del Pacifico).